# شتيفان سالجير
شتيفان سالجير (بالألمانية: Stephan Salger)‏ (30 يناير 1990 بدورن في ألمانيا - ) هو لاعب كرة قدم ألماني في مركز الدفاع. شارك مع منتخب ألمانيا تحت 20 سنة لكرة القدم ومنتخب ألمانيا تحت 21 سنة لكرة القدم. أما مع النوادي، فقد لعب مع أرمينيا بيليفيلد ونادي كولن ونادي كولن 2 ‏ ونادي أوسنابروك.

## روابط خارجية
- شتيفان سالجير على موقع قاعدة بيانات كرة القدم.إي يو (الإنجليزية)
- شتيفان سالجير على موقع بيانات كرة القدم. دي إي (الألمانية)
- شتيفان سالجير على موقع Soccerway.com (الإنجليزية)
- شتيفان سالجير على موقع عالم كرة القدم.نت (الإنجليزية)